# 제웅

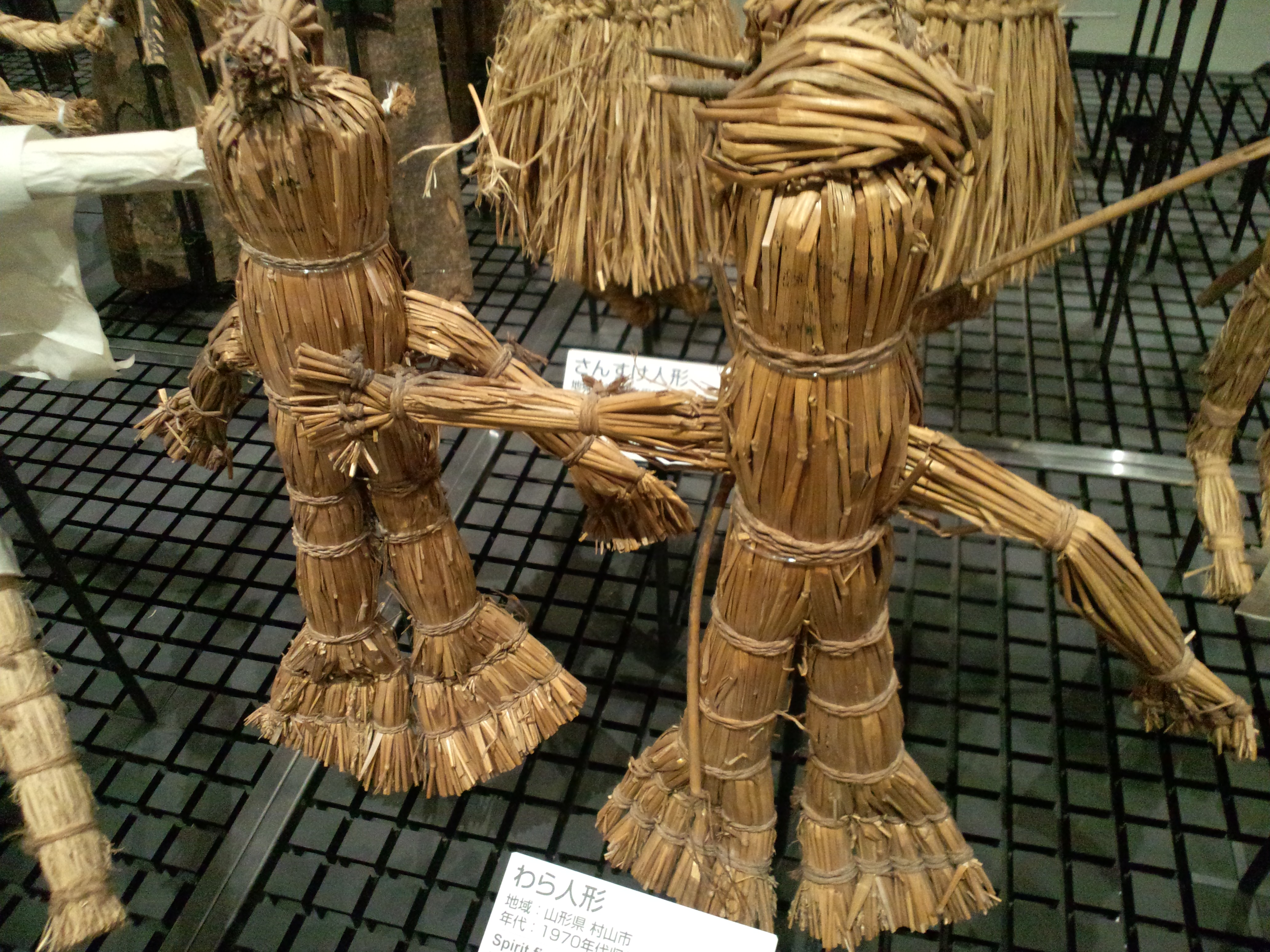
일본 짚인형.

제웅(한국 한자: 體俑 체용, Straw doll)은 지푸라기로 사람 형상을 만든 것, 말하자면 짚인형이다. 일본에서는 짚인형(일본어: 藁人形 와라닌교[*]), 중국에서는 추령(芻霊)이라고 한다. 부르는 이름은 다르지만 동양 문화권에서는 공통적으로 주술적 목적으로 제웅을 만들어 사용해오곤 했다.
한국에서는 음력 정월 14일 저녁 제웅을 만들어 옷을 입히고 푼돈을 넣은 뒤 이름과 생년을 적어 길에 버려 액막이를 하는 풍습(직성보기)이 있었다. 신사환국의 예에서 보듯이 저주용으로도 사용되었다. 저주용으로 쓸 때는 제웅에 저주 대상의 머리카락을 넣고 유자나무 가시를 잔뜩 꽂아 감추어두고 죽기를 빈다.
일본에서는 사람이 죽었을 때 부장품으로 껴묻거나 저주 도구로도 사용되었다. 미신의 전성시대였던 헤이안 시대에는 병마 구축을 목적으로 짚인형을 길가에 세우거나, 해충 구축을 목적으로 논밭에 짚인형을 세웠다가 강에 떠내려보내는 관습이 있었다.
중국의 추령은 사람 형상 뿐 아니라 다양한 동물의 형상으로 만들기도 했는데, 예컨대 작은 개 모양의 추령을 추구(芻狗)라고 했다. 마찬가지로 병을 쫓기 위한 목적의 주술에 사용되었고, 사용한 뒤에는 버렸다. 『도덕경』 제5장 첫 문장이 “천지는 어질지 않아 만물을 추구로 여기고(천지불인 이만물위추구) 성인은 어질지 않아 백성을 추구로 여긴다(성인불인 이백성위추구)”인데 이 추구가 이것을 일컫는 것이다.